# Rosa Parks
 Der er for få eller ingen kildehenvisninger i denne artikel, hvilket er et problem. Du kan hjælpe ved at angive troværdige kilder til de påstande, som fremføres i artiklen.

Rosa Louise McCauley Parks (født 4. februar 1913 i Tuskegee, Alabama, USA, død 24. oktober 2005 i Detroit, Michigan) var en sort borgerrettighedsaktivist, som den amerikanske kongres kaldte  "the first lady of civil rights" og “the mother of the freedom movement".
1. december 1955 i Montgomery, Alabama nægtede Rosa Parks at følge buschaufføren, James F. Blakes, ordre om at vige sit sæde for at give plads til en hvid passager. Parks havde taget plads i den sektion i bussen, der var for ikke-hvide passagerer, mens sektionen for hvide, forrest i bussen, var fyldt op. Da hun nægtede at følge chaufførens ordre, tilkaldte han politiet, som anholdt Rosa Parks.
Arrestationen udløste en 381 dage lang boykot-aktion af Montgomerys bussystem, som kun blev reddet fra en konkurs af myndighederne, som blødte op i reglerne for raceadskillelse.
Siden er Rosa Parks blevet et symbol på de sortes kamp for borgerrettigheder og blev ved sin død som 92-årig mindet i store dele af USA.